# Els Timmers-van Klink
E.M. (Els) Timmers-van Klink (Schiedam, 20 januari 1949) is een Nederlands politicus van de VVD.
Ze was 15 jaar docente Duits voor ze in 1988 raadslid werd van de Rotterdamse deelgemeente Kralingen-Crooswijk. Later werd ze voorzitter van die deelgemeente en in 1998 volgde haar benoeming tot burgemeester van Oegstgeest.
Eind maart 2014 trad Timmers af als burgemeester vanwege het bereiken van de pensioengerechtigde leeftijd. Bij haar afscheid op 28 maart werd ze benoemd tot ridder in de Orde van Oranje-Nassau. Zij werd opgevolgd door Jan Waaijer, als waarnemend burgemeester.